# Современное пятиборье на летних Олимпийских играх 2012 — квалификация
В соревнованиях по современному пятиборью на летних Олимпийских играх 2012 смогут принять участие 72 спортсмена, которые будут соревноваться за мужской и женский комплекты наград. Каждая страна может быть представлена не более 2 спортсменами в каждой дисциплине.

## Распределение квот
Квоты будут распределены согласно этой схеме:
| Способ отбора                                        | Способ отбора                                        | Квота | Мужчины | Женщины |
| ---------------------------------------------------- | ---------------------------------------------------- | ----- | --- | --- |
| Финал Кубка мира 2011                                | Финал Кубка мира 2011                                | 1     | Роберт Каса (HUN) | Лена Шёнеборн (GER) |
| Чемпионат мира 2011                                  | Чемпионат мира 2011                                  | 3     | Адам Мароши (HUN) Томаш Даниэль (AUT) Павел Ильяшенко (KAZ) | Евдокия Гречишникова (RUS) Элоди Клувель (FRA) Яна Маркеш (BRA) |
| Чемпионат мира 2012                                  | Чемпионат мира 2012                                  | 3     | | |
| Чемпионат Азии 2011                                  | Чемпионат Азии 2011                                  | 5     | Хон Чжи У (KOR) Цао Чжунжун (CHN) Чжон Чжи Хва (KOR) Синъити Томии (JPN) Ван Гуань (CHN)                                                                                            | Чэнь Цянь (CHN) Мяо Ихуа (CHN) Ян Су Чжин (KOR) Сино Яманака (JPN) Наруми Куросу (JPN)                                                                                       |
| Панамериканские игры 2011                            | Панамериканские игры 2011                            | 4     | Оскар Сото (MEX) Андрей Георге (GUA) Эстебан Бустос (CHI) Деннис Боушер (USA) | Марго Исаксен (USA) Тамара Вега (MEX) Мелани МакКэнн (CAN) Памела Сапата (ARG)                                                                                               |
| Чемпионат Африки 2011                                | Чемпионат Африки 2011                                | 1     | Яссер Хенфи (EGY) | Айя Медани (EGY) |
| Чемпионат Европы 2011                                | Чемпионат Европы 2011                                | 8     | Андрей Моисеев (RUS) Сергей Карякин (RUS) Дмитрий Кирпулянский (UKR) Джеймс Кук (GBR) Федерико Джанкамилли (ITA) Штеффен Гебхардт (GER) Пьерпаоло Петрони (ITA) Дмитрий Мелех (BLR) | Адриен Тот (HUN) Виктория Терещук (UKR) Амели Казе (FRA) Лаура Асадаускайте (LTU) Елена Рублевска (LAT) Шаролта Ковач (HUN) Фрейджа Прентис (GBR) Екатерина Хураськина (RUS) |
| Чемпионат Океании 2011                               | Чемпионат Океании 2011                               | 1     | Эдвард Фернон (AUS) | Хлоя Эспозито (AUS) |
| Мировой рейтинг на 1 июня 2012 года                  | Мировой рейтинг на 1 июня 2012 года                  | 7     | | |
| Приглашение трёхсторонней комиссии (МОК, АНОК, UIPM) | Приглашение трёхсторонней комиссии (МОК, АНОК, UIPM) | 2     | | |

На Панамериканских играх 2011 из четырёх квот одна будет отдана Южной Америке, вторая Северной, Центральной Америке и Карибскому бассейну, две остальные прочим неквалифицированным странам.
Трёхсторонняя комиссия в составе Международного олимпийского комитета, Ассоциации национальных олимпийских комитетов и Международного союза современного пятиборья выберет ещё по два спортсмена, не прошедших квалификацию.
Если страна уже набрала максимальную для неё квоту, то её места будут использованы следующими странами.

## Квалифицированные страны
| Страна           | Мужчины | Женщины | Всего |
| ---------------- | ------- | ------- | ----- |
| Австралия        | 1       | 1       | 2     |
| Великобритания   | 1       | 1       | 2     |
| Венгрия          | 1       |         | 1     |
| Германия         |         | 1       | 1     |
| Египет           | 1       | 1       | 2     |
| Китай            | 2       | 2       | 4     |
| Республика Корея | 2       | 1       | 3     |
| Япония           | 1       | 2       | 3     |
| Всего: 8         | 9       | 9       | 18    |